# Йорба-Линда
Йорба-Линда — город на юге американского штата Калифорния. Расположен приблизительно в 21 километре от центра Санта-Аны и в 60 километрах от центра Лос-Анджелеса. По данным переписи 2010 года, население составляет 64234 человек. В 2006 году Йорба-Линда был определён как самый богатый город в Соединённых Штатах Бюро переписи населения США, средний доход домашнего хозяйства в котором составлял 121075 долларов — больше, чем в любом другом городе страны.
Йорба-Линда известна наличием большого количества элитных земельных участков и 30 лошадиными тропами, длина которых составляет 160 километров. В 2005 году CNN оценил город как 21-й среди мест в США, являющихся лучшими для проживания.
В этом городе родился Ричард Никсон, президент США с 1969 по 1974 год, однако его отец переехал туда прежде, чем Йорба-Линда получила статус города (последнее произошло 2 ноября 1967 года). Сейчас в городе расположены музей Ричарда Никсона и библиотека, названная в его честь.

## Известные уроженцы
- Ричард Никсон (1913—1994) — 37-й президент США.
- Мици Капча (род. 1962) — американская актриса и кинорежиссёр.